# 부쉬코비사우루스
부쉬코비사우루스(학명:Vjushkovisaurus berdjanensis)는 아공룡목 아공룡과에 속하는 도마뱀이다. 지금은 멸종된 종으로서 전체적인 몸길이가 4~6m인 거대한 도마뱀에 속한다.

## 특징
부쉬코비사우루스(Vjushkovisaurus)는 미들 트라이아스기 대공룡목의 멸종된 속이다. 러시아 오렌부르크 주 솔리레츠크에 있는 아니시안 시대의 동구즈 고라이존트로부터 알려져 있다. 이 속은 1982년에 이름이 지어졌는데 그 종류는 부쉬코비사우루스 베르다넨시스이다. 베르디얀카 2세 지역의 물질은 베르디얀카 강을 따라 있는 에료수쿠스 파우나라고 불리는 화석 집합체로부터 수집되어 왔는데 특히 주강 수로의 상부에 있는 모래 탄화수소 농축물에서 수집되었다. 부쉬코비사우루스는 12개의 전치 척추뼈, 왼쪽 상완골, 늑골, 코라코이드의 조각과 피볼라의 파편으로 구성된 부분 후골격인 홀형 PIN 2865/62(이전의 SGU 104/3871)에서만 알려져 있다. 대부분의 라우이수치드는 대퇴골의 머리 위에 걸쳐 있는 초산돌기(초산돌기) 공정이라는 일리움 위에 볏이 있어 '필러-정위(filar-electional process of the supra-acetabular process)라고 불리는 일리움 위에 볏을 가지고 있다. 초기의 라우이수치드 부쉬코비사우루스에는 이 볏이 부족하지만 일리움 표면에는 작은 굵기가 있다. 그 혹은 더 짧고 넓다는 점에서 더 잘 알려진 다른 라우이수치드와 다르다. 그러나 부쉬코비사우루스의 유일한 알려진 유머러스만이 실제로 공룡에 속할 수 있다는 제안이 제기되었다. 더 최근에 네스빗(2009)은 부쉬코비사우루스가 아마도 가장 유효한 비아공룡 대공룡형태를 대표한다고 주장했다. 그의 분석에 따르면 오체프(1982)의 부쉬코비사우루스에 대한 원래의 진단은 대공룡목의 플레시오모르피스의 일부와 대공룡목 전체에 분포가 넓은 문자로 구성되었다. 예를 들어 포포사우로이드, 야라스쿠스, 비아공룡의 전형적으로 골격 공압성과 관련이 있다고 생각되는 다른 특징들은 또한 관청소수쿠스, 에리스로수쿠스, 그리고 몇몇의 대룡에도 존재한다. 또한, 부쉬코비사우루스의 상완골의 모양과 위치는 전형적인 근룡류다. 오체프가 보고한 상어의 엑테피콘디라 홈은 프롤라세르타, 프로테로수쿠스, 피토룡, 아에토룡, 그리고 여러 파라크로코디로모프 등에 존재한다. 고워와 세니코프(2000년)는 후추 경추에 세 개의 머리 갈비뼈가 잘 정의된 면이 있다고 보고했다. 네스빗(2009)에 따르면 이 특성은 아케소사우르스와 포포사우루스를 제외한 아르코사우르시아에서는 없지만 패리쉬(1992) 혈전학 분석에서 에리스로수시아의 시너포모피로 사용되었다. 부쉬코비사우루스와 함께 살았던 베르디얀카 2세 지역의 다른 척추동물들에는 카피토사우루스 템노스폰딜스와 마지막 신두증 환자들 중 한 명인 노토검포돈 요법이 있다. 부쉬코비사우루스는 둥구스쿠스와 에리스트로수스를 포함한 다른 큰 육식동물들과 함께 그것의 환경에서 최고의 포식자였을 것이다. 양턱에는 총 15~20개의 이빨이 나 있으며 이를 통해 먹이를 사냥했을 것으로 추정된다. 먹이로는 당대에 서식했던 작은 동물, 물고기, 절지동물 등을 잡아먹고 살았을 육식성의 포식자로 추정되는 종이다.

## 생존시기와 서식지와 화석의 발견
부쉬코비사우루스가 생존했던 시기는 중생대의 트라이아스기 후기로서 지금으로부터 2억년전~1억 8000만년전에 생존했던 종이다. 생존했던 시기에는 러시아를 중심으로 하는 당대의 고기 습곡 산맥에 생성됐던 열대우림과 강을 중심으로 하는 지역에서 주로 서식했던 도마뱀이다. 화석의 발견은 1982년에 러시아의 트라이아스기에 형성된 지층에서 러시아의 고생물학자들에 의하여 처음으로 화석이 발견되어 새롭게 명명된 종이다.

## 같이 보기
- 파충류
- 중생대
- 트라이아스기
- 도마뱀
- 화석